# Sundern (Stemwede)
Die Ortschaft Sundern gehört zur Gemeinde Stemwede im nordrhein-westfälischen Kreis Minden-Lübbecke. Sie hat etwa 270 Einwohner. Sundern ist ein hügeliger, waldreicher Ort, der am und auf dem Sunderner Hügel liegt. Die Ortschaft besteht aus landwirtschaftlichen Hofstätten und einem historischen Glockenturm.

## Geschichte
Die Bauerschaft Sundern gehörte bis zur Franzosenzeit zur Vogtei Levern im Amt Reineberg des Fürstentums Minden. Von 1807 bis 1810 gehörte der Ort zum Kanton Levern des napoleonischen Satellitenstaats Königreich Westphalen. Von 1811 bis 1813 gehörte Sundern unmittelbar zu Frankreich und dort zur Mairie Levern im Arrondissement Minden des Departements der Oberen Ems. 1816 kam Sundern zum neuen Kreis Rahden, aus dem 1832 der Kreis Lübbecke wurde. Im Kreis Lübbecke bildete Sundern eine Gemeinde des Amtes Levern. Im Rahmen der nordrhein-westfälischen Gebietsreform wurde Sundern am 1. Januar 1973 ein Ortsteil der neugebildeten Gemeinde Stemwede.

## Verkehr
Die nächsten Anschlussstellen sind Melle-Ost an der A 30 und der Übergang in die B 51 / B 65 an der A 33.

## Söhne und Töchter des Ortes
- Theodor Meyer (1861–1944), protestantischer Geistlicher und Mitglied des Deutschen Reichstags